# Русские ночи
«Русские ночи» — философский роман в повестях русского писателя Владимира Одоевского, опубликованный в 1844 году. Считается самым значительным произведением этого автора, итоговым для русского философского романтизма.

## Содержание
«Русские ночи» уникальны в жанровом отношении. Это роман в повестях, построенный как беседа с участием романтика-шеллингианца, «русского Фауста» и двух прагматически мыслящих людей. Отдельные повести, вошедшие в состав романа, до этого публиковались отдельно. В 1831 году вышла повесть «Последний квартет Бетховена» (в альманахе «Северные цветы»), в 1836 — отрывок «Русские ночи. Часть 1-я» (в журнале «Московский наблюдатель»). Позже вышли новеллы «Бригадир», «Бал», «Город без имени».

## Восприятие
«Русские ночи» были впервые опубликованы полностью в 1844 году в первом томе трёхтомного собрания сочинений Одоевского. Виссарион Белинский откликнулся на это большой статьёй. Он написал, что лучшие произведения Одоевского «обнаруживают в нём не только писателя с большим талантом, но и человека с глубоким, страстным стремлением к истине, с горячим и задушевным убеждением, — человека, которого волнуют вопросы времени и которого вся жизнь принадлежит мысли».